# Haagse bus

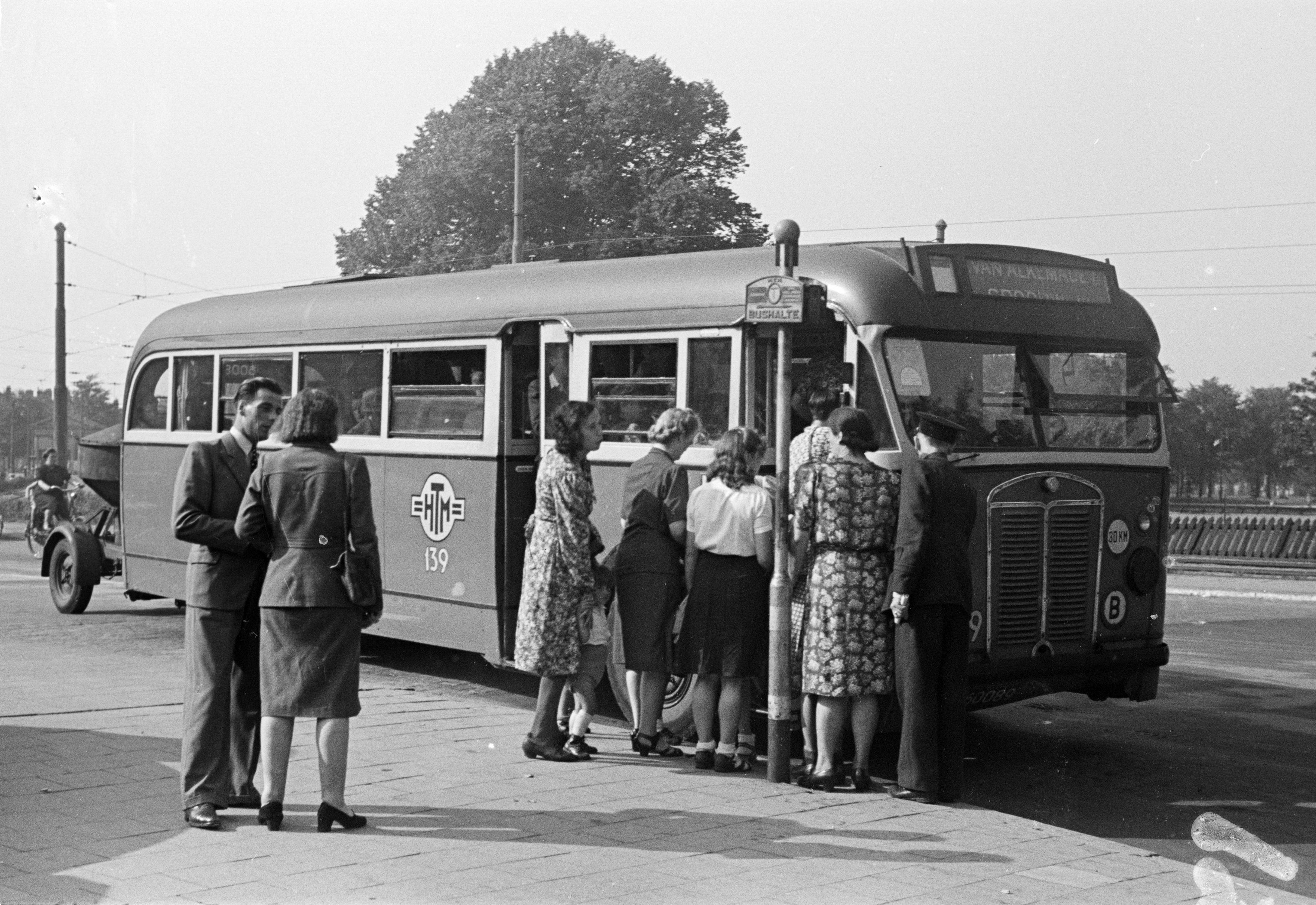
Kromhout/Beijnes-bus 139 met gasgenerator tijdens de Tweede Wereldoorlog.

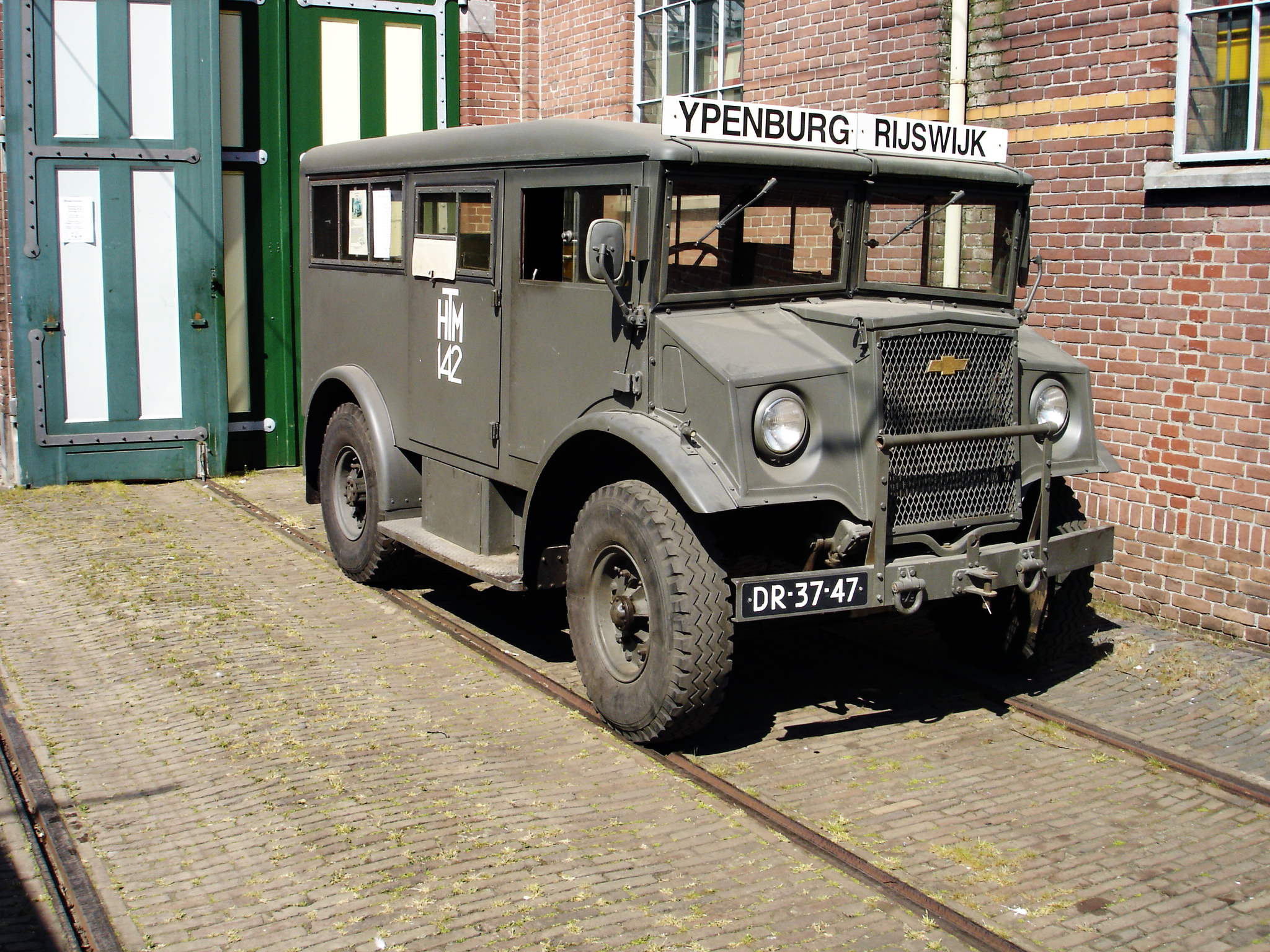
Chevrolet Staff-Car 142, een Canadees model dat na de bevrijding vanaf 1945 als noodbus dienstdeed, voor 8 passagiers.

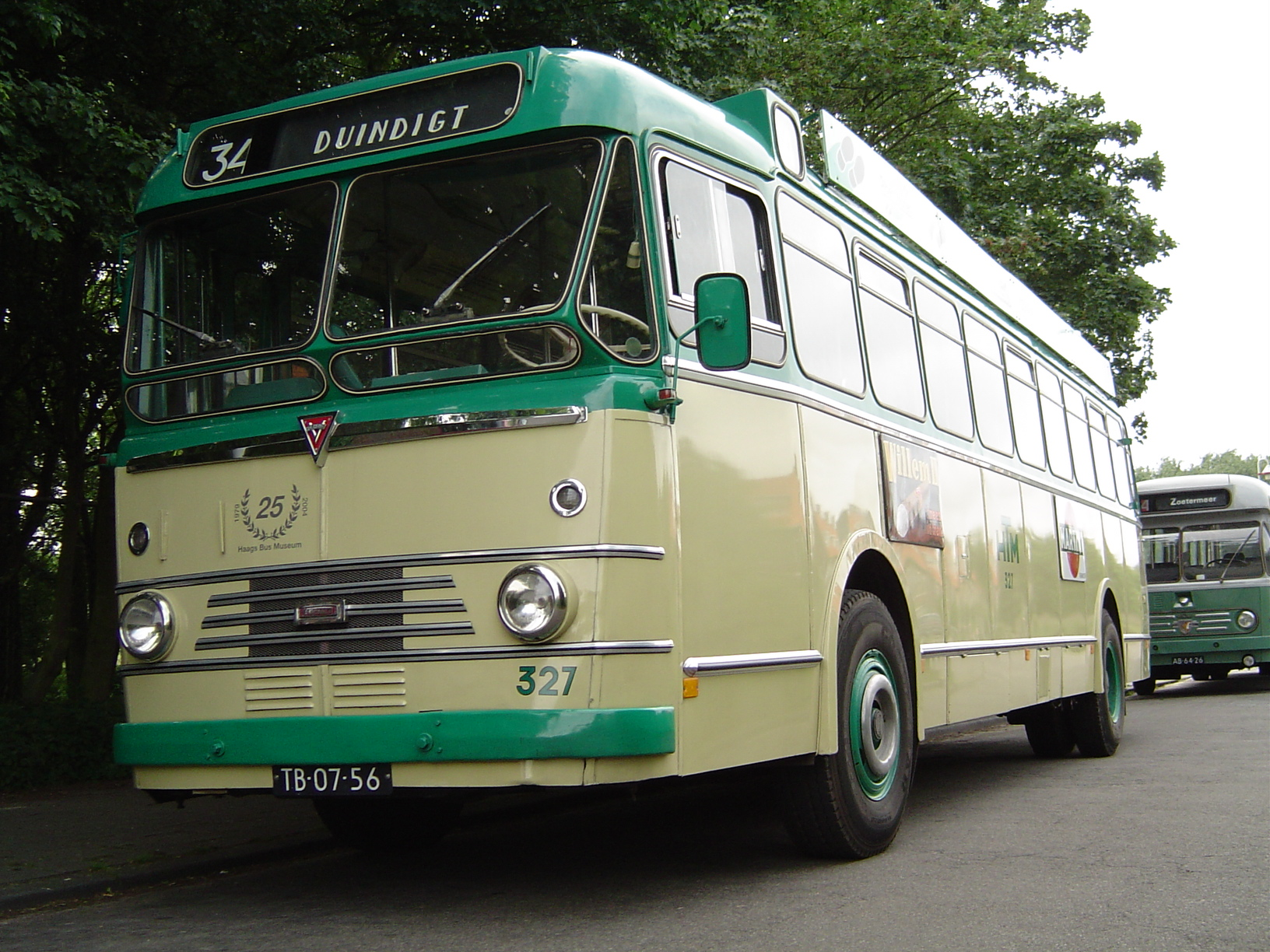
Kromhout/Verheul 327, bouwjaar 1957, van de HTM, uit de overtollige serie die aan de RET werd verkocht.

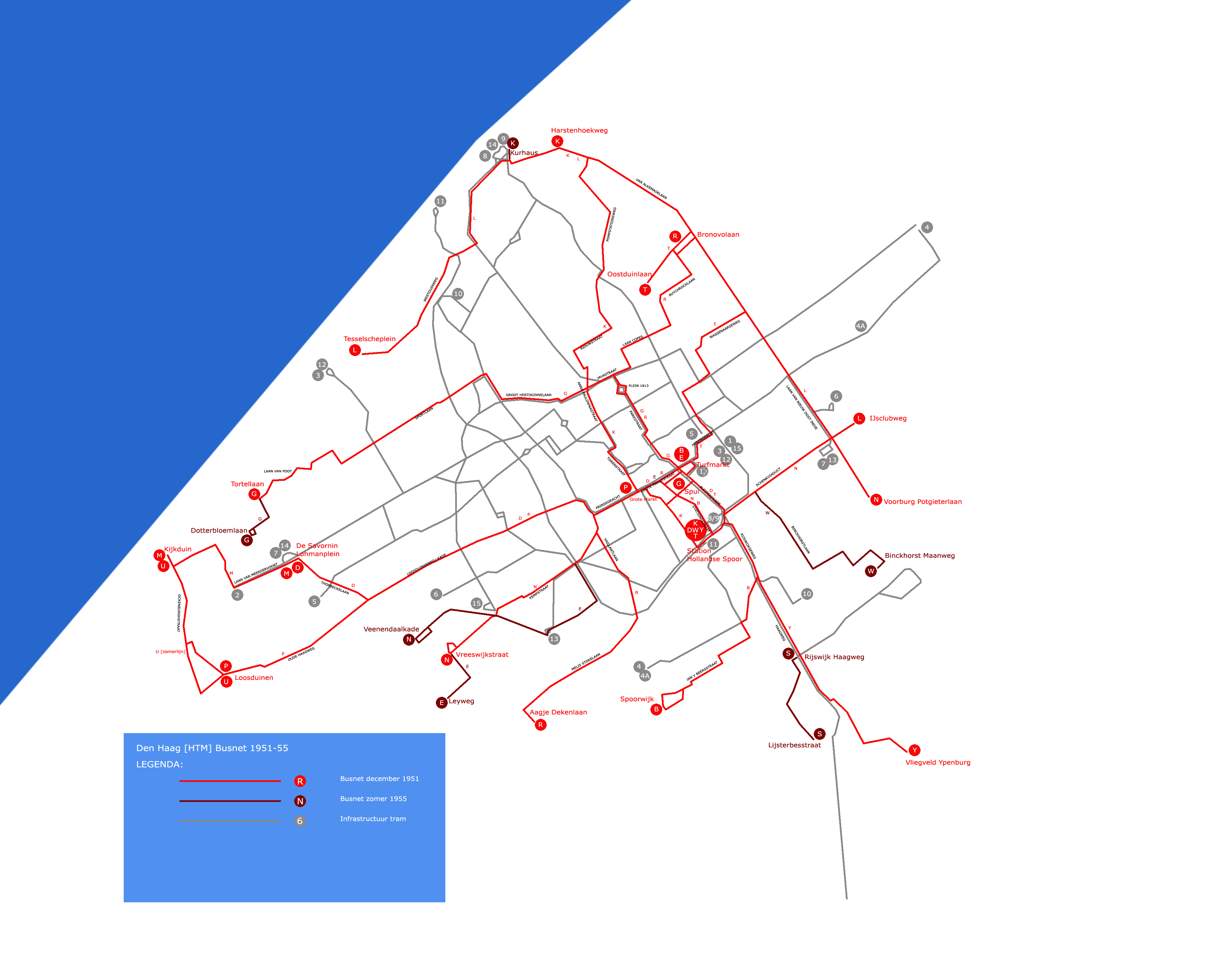
Het Haagse busnet in de jaren 1950; buslijnen waren toen ondersteunend aan de tram.

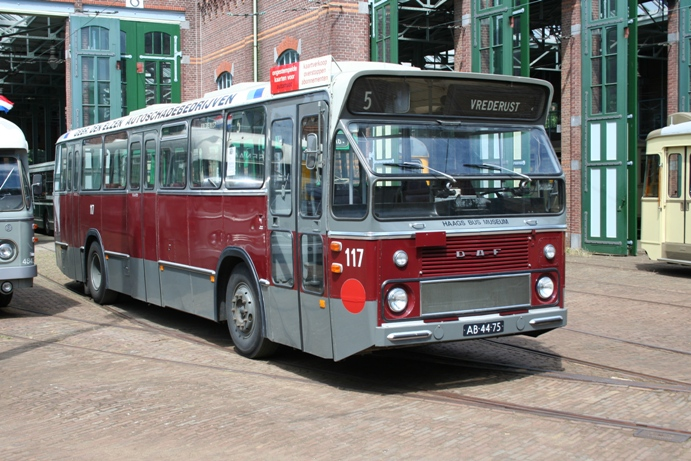
HTM 117 DAF/Verheul, CSA-I, uit de eerste serie van 50 standaard-stadsbussen van de HTM.

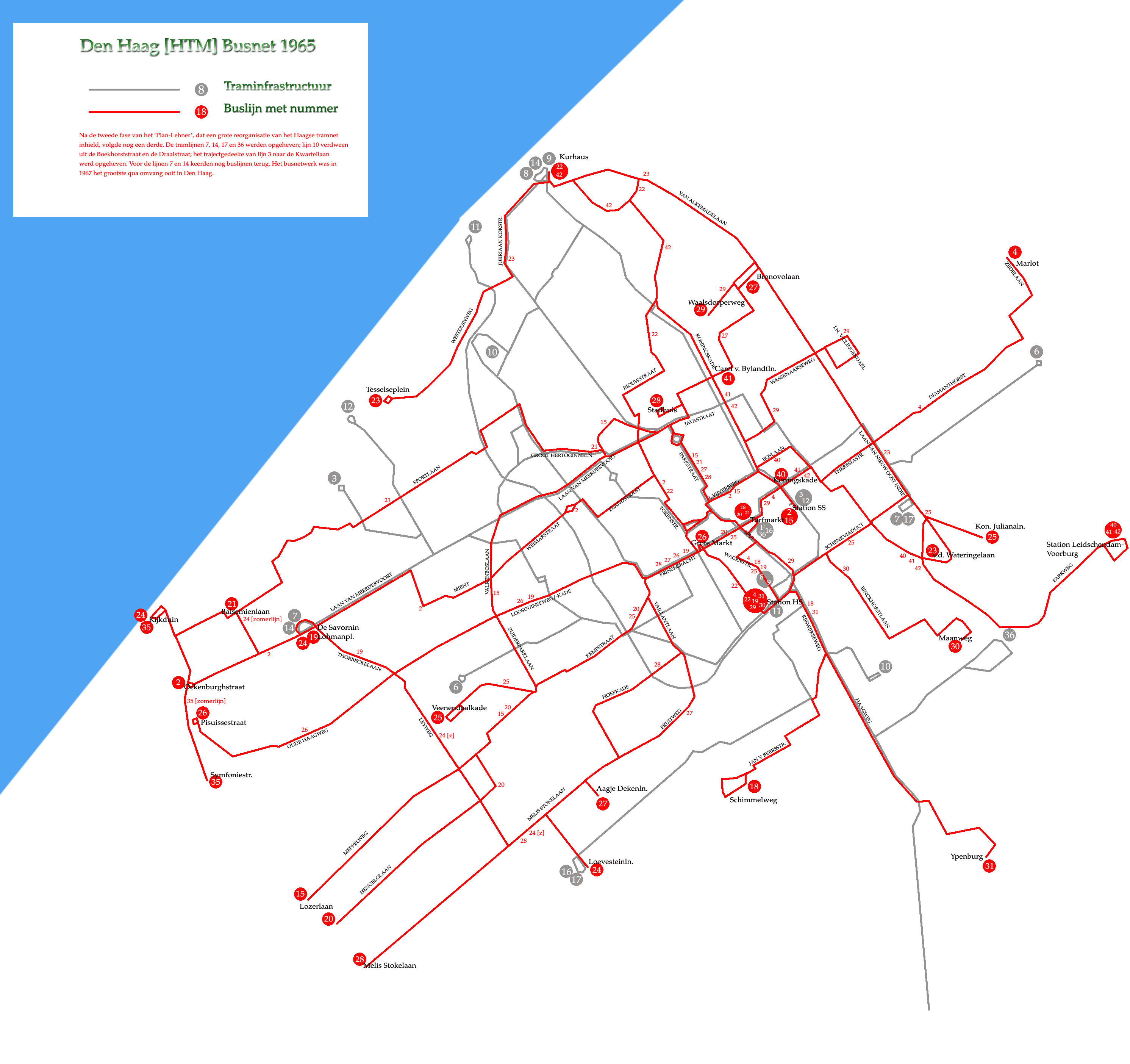
Busnet HTM 1965/6. De bus is dominant in de Zuidwestelijke nieuwbouwwijken.

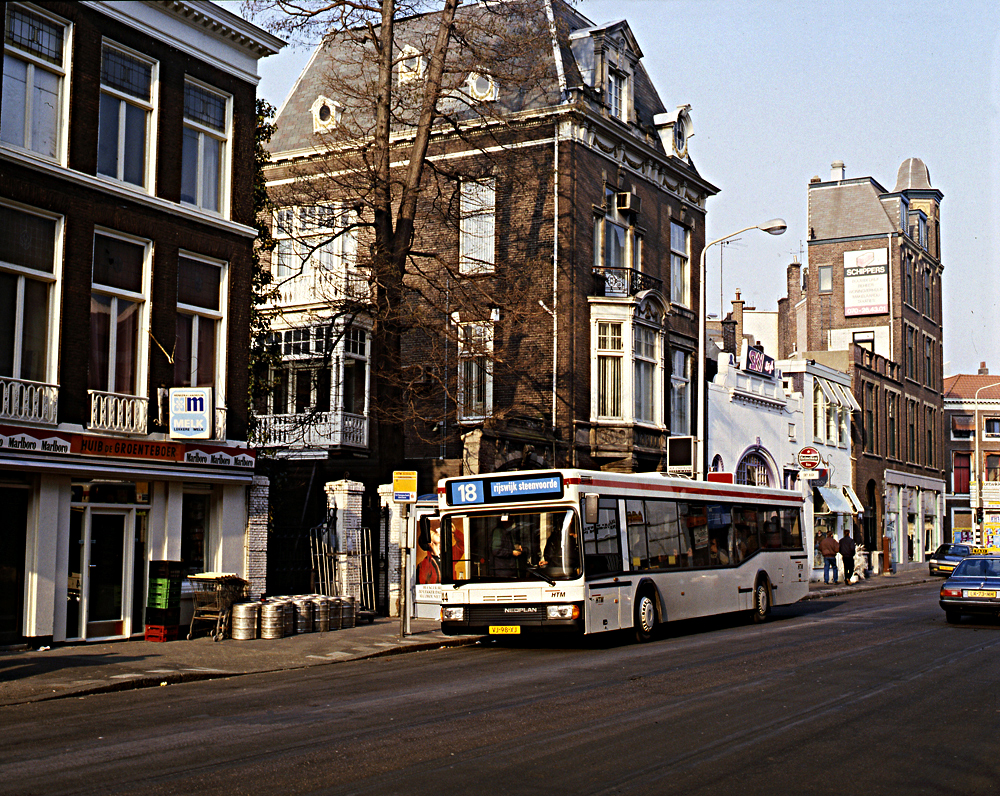
Neoplan 744 uit de eerste lagevloerbussen van HTM op de Fluwelen Burgwal op lijn 18.

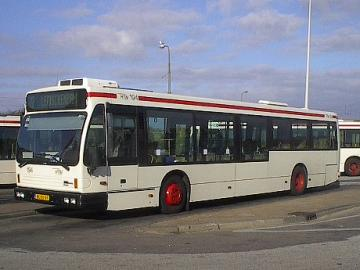
Haagse lagevloerbus, type Alliance.

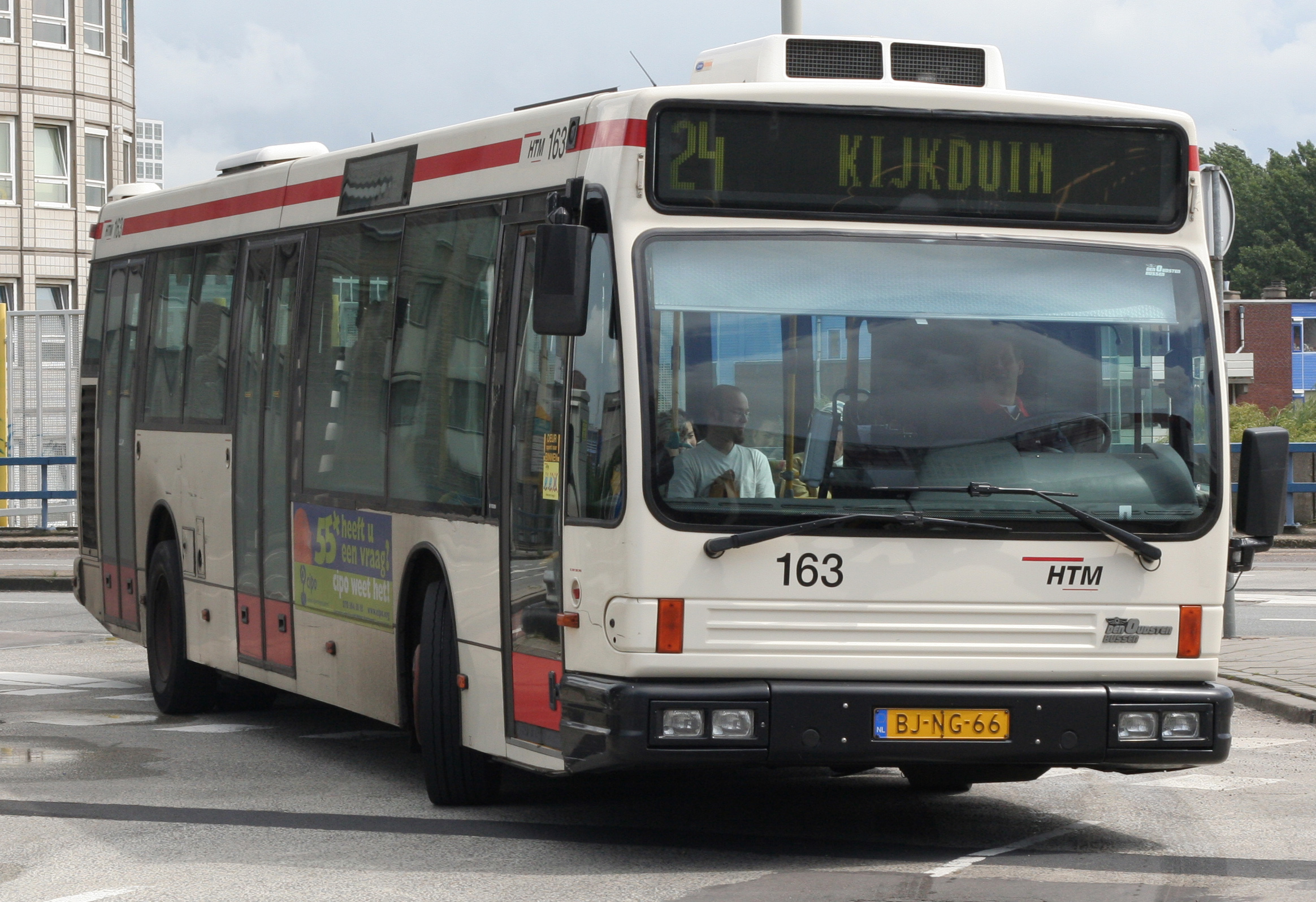
Den Oudsten Alliance City B96 nummer 163 als lijn 24 richting Kijkduin op Centraal Station.

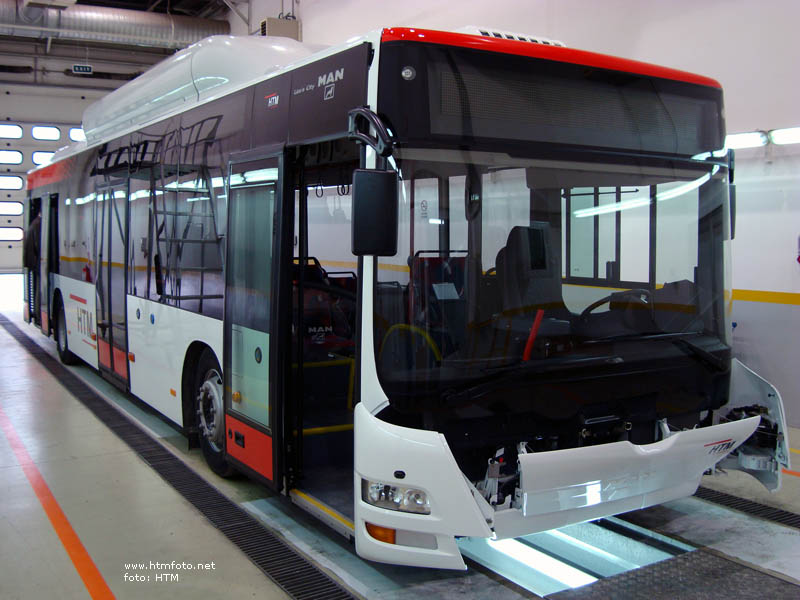
MAN-stadsbus op aardgas voor het stadsvervoer van HTM in de regio Haaglanden.

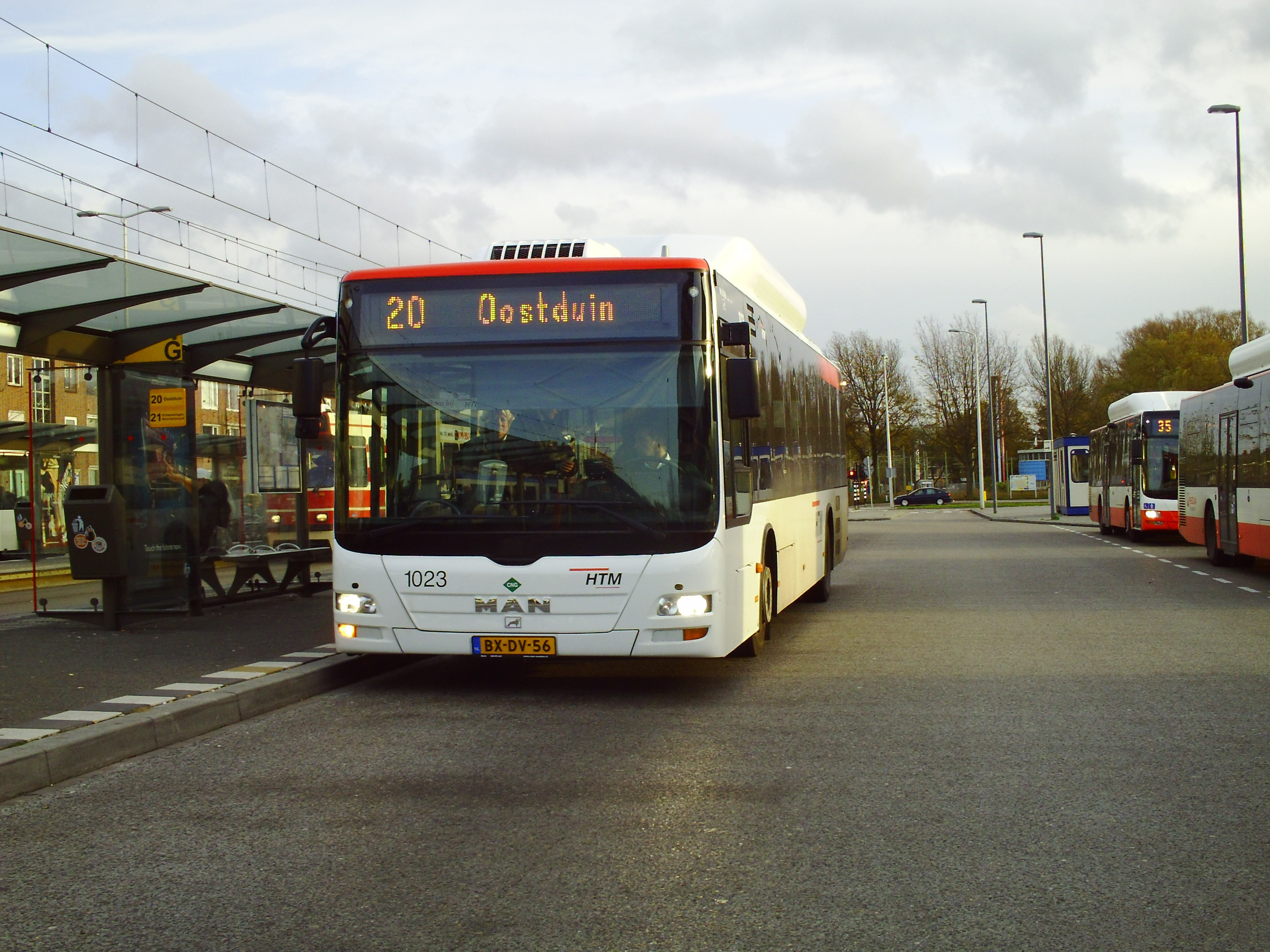
HTM-aardgasbus In dienst, type MAN Lion's City CNG.

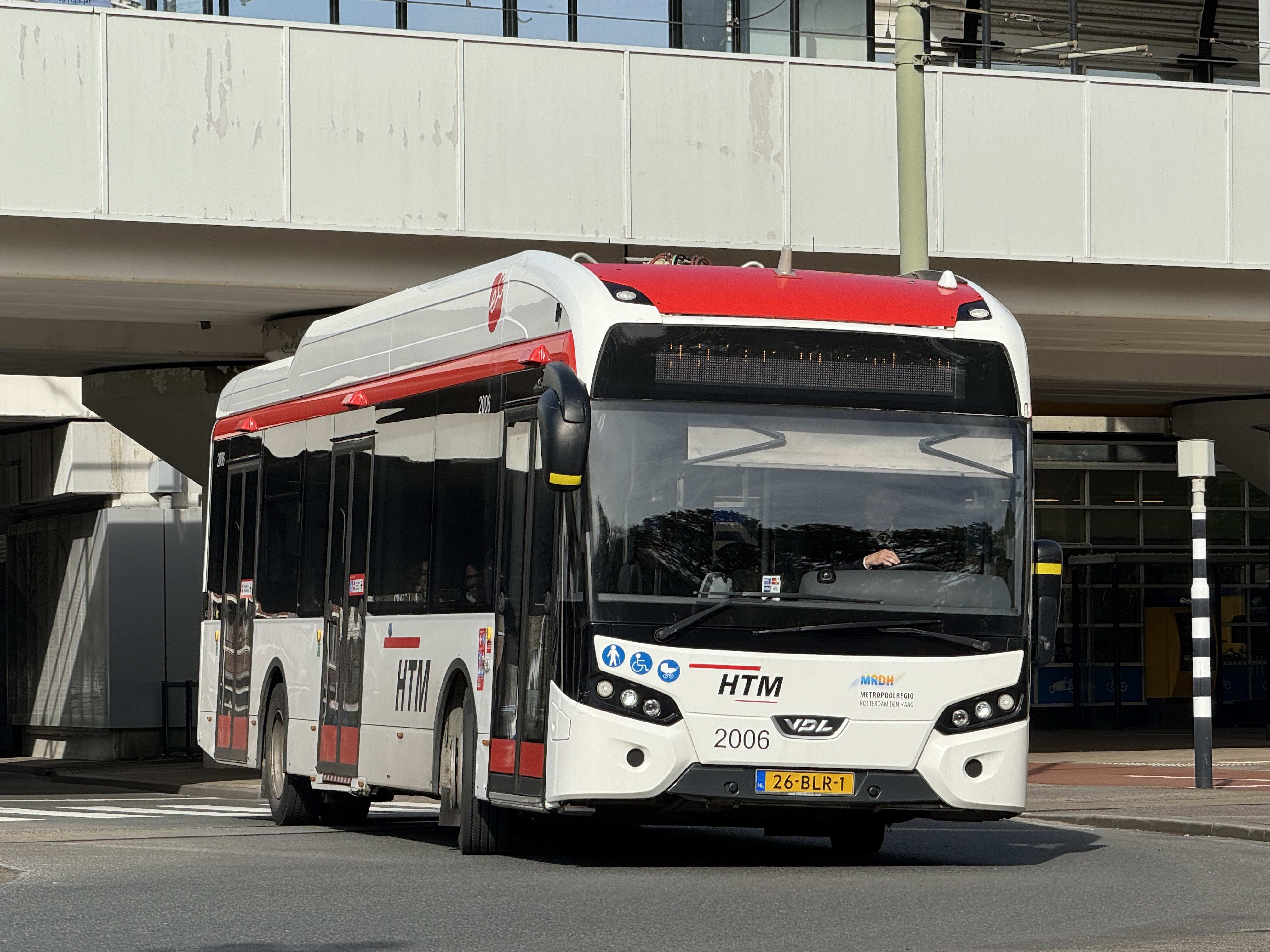
Een elektrische VDL bus van het type Citea SLF-120 Electric op lijn 28.

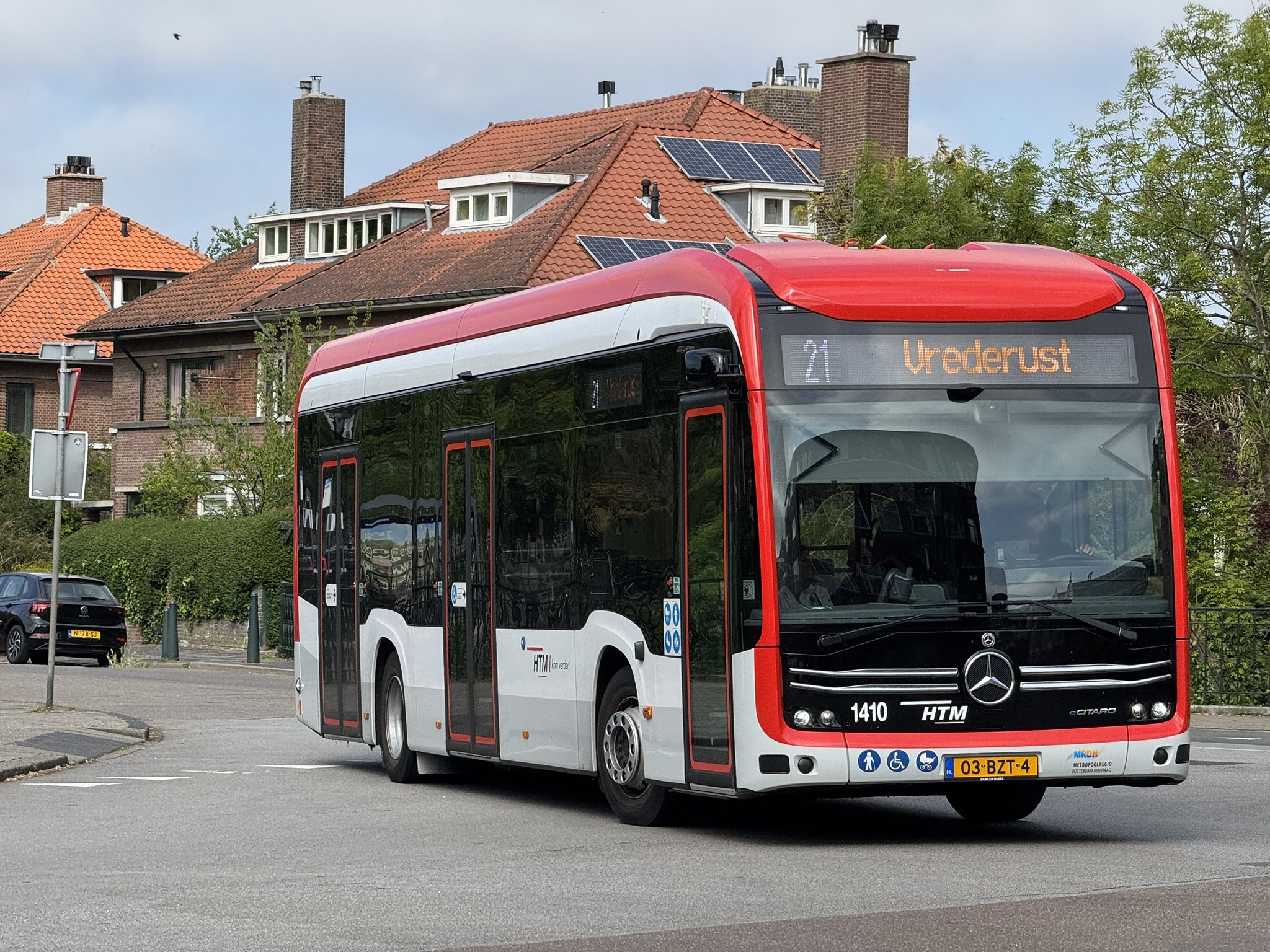
De nieuwe elektrische Mercedes Benz bus van het type eCitaro op lijn 21.

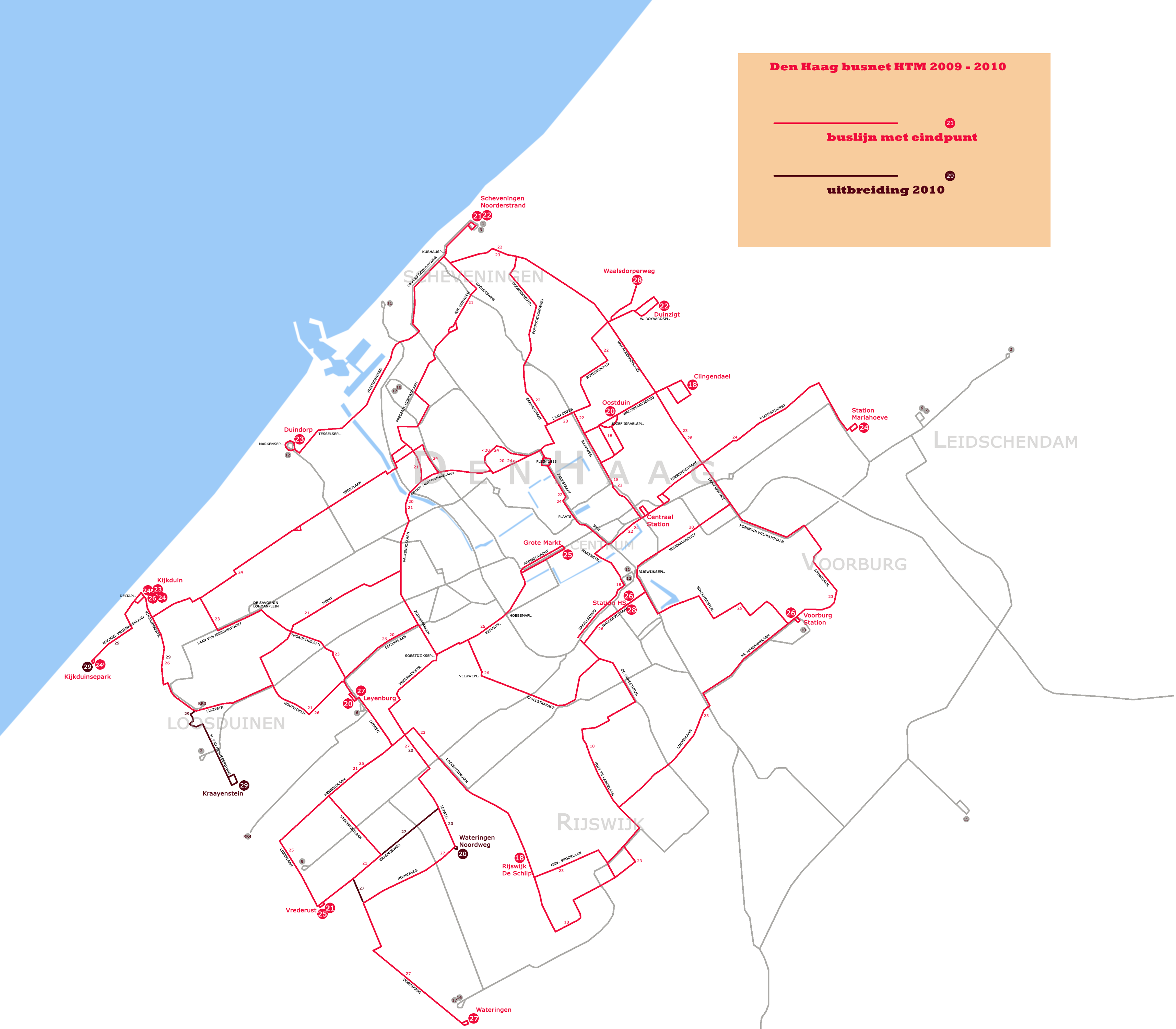
Het busnet van HTM in 2009 met de veranderingen voor 2010.

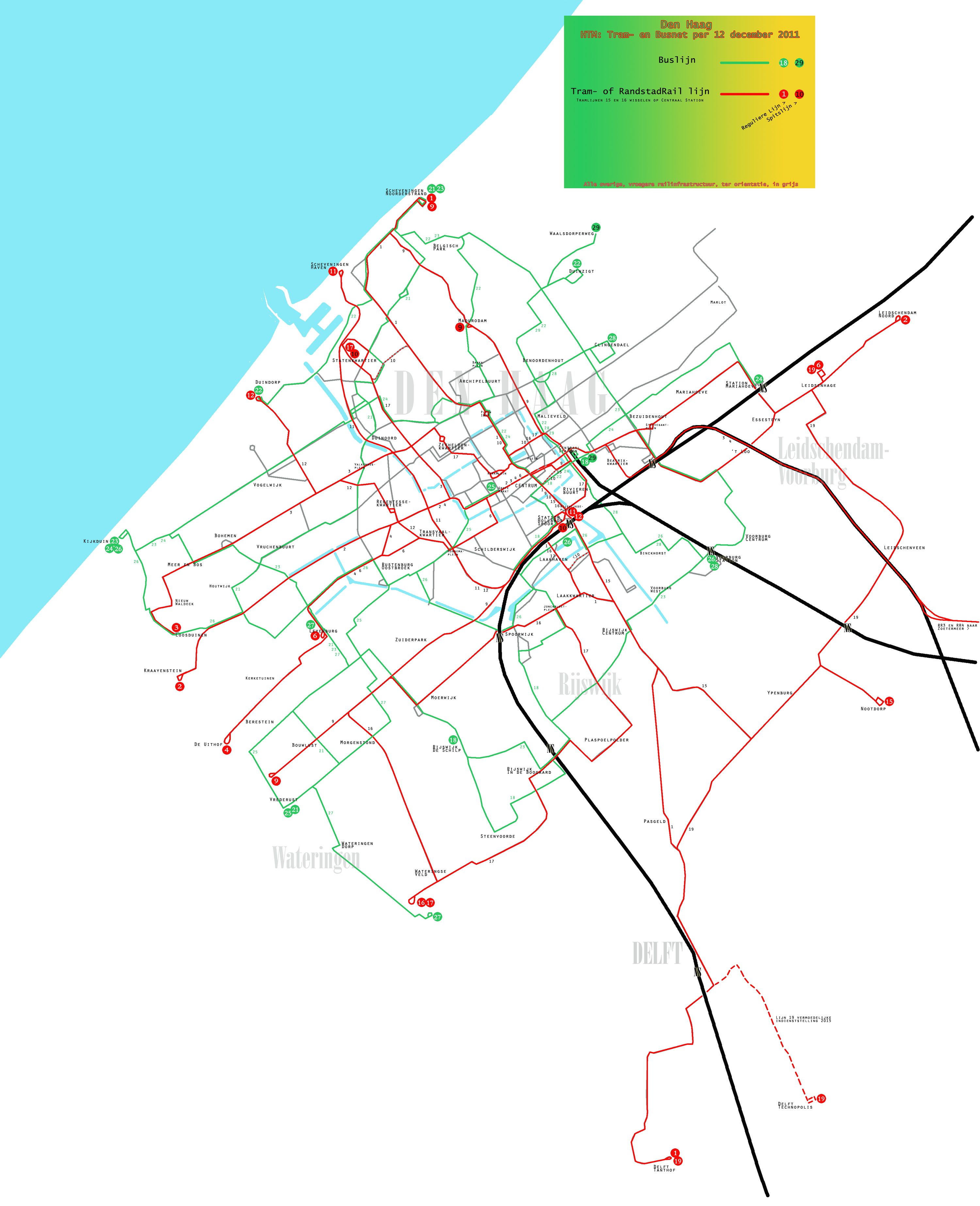
Tram- en busnet van de HTM per 12 december 2011.

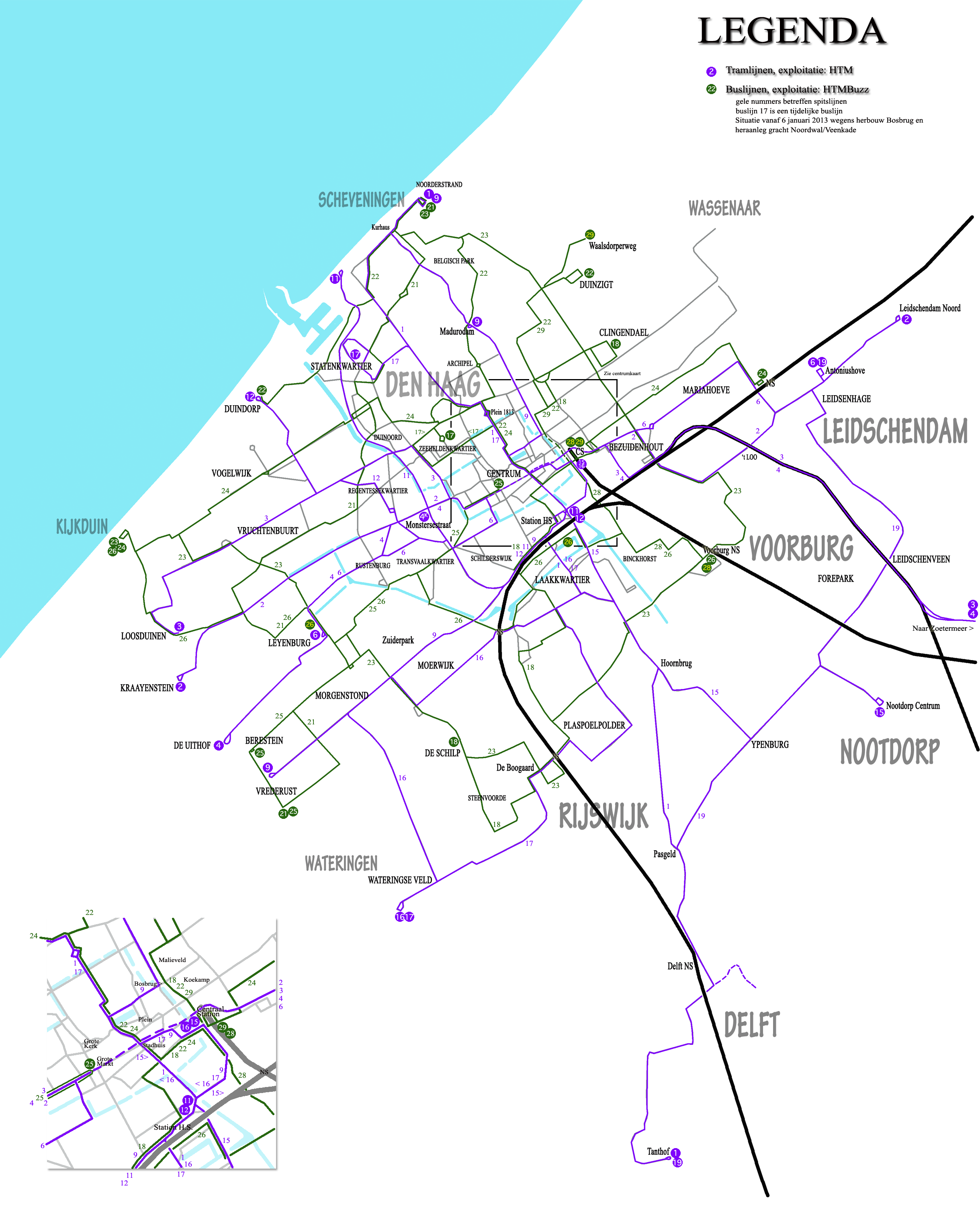
Per 6 januari 2013 – Busnet van HTMbuzz: groen en HTM tram: paars.

De Haagse bus wordt sinds 2012 voor wat betreft het Haagse stadsvervoer geëxploiteerd door HTM. Tussen 2012 en 2019 was HTMbuzz de exploitant, daarna werd HTMbuzz uitgefaseerd en is HTM weer de exploitant.

## Geschiedenis

### 1920 - 1939
- 8 december 1923: Er vinden onderhandelingen tussen Haagsche Tramweg-Maatschappij (HTM) en de Gemeente 's-Gravenhage over het rijden van 9 autobussen op het traject Rijswijk en Delft. De tram naar Delft zal dan worden gestopt.[1]
- 28 februari 1924: HTM bestelt 10 autobussen voor de som van ƒ 107.754,06. Aan HTM is een autobus-monopolie verleend, met ingang van 1 juni 1924. Hoofdbepaling: 10 minutendienst op Rijswijk en Delft. Tarief 10 cent naar Rijswijk en 30 cent naar Delft.
- 10 maart 1924: Moties in de Gemeenteraad tegen het monopolie van HTM op Delft.
- 19 maart 1924: HTM deelt Burgemeester en Wethouders van 's-Gravenhage mede af te zien van de exploitatie van autobuslijnen op Rijswijk en Delft, mits de particuliere "wilde" bussen niet verder de stad indringen dan de tram. Er was in die tijd grote concurrentie tussen de HTM en particuliere bedrijfjes. Die reden vaak met primitieve busjes.[2][3]
- 1 juli 1924: HTM reed voor het eerst met bussen in Delft. Dit was lijn D op het traject Haagpoort - Rotterdammer Poort. In tegenstelling tot de tramlijnen kregen de buslijnen letters, geen cijfers. Maar in de beginperiode waren er uitzonderingen in Den Haag, in de vorm van buslijn 4 en buslijn 7.[3][4][5] De HTM exploiteerde de "Stadsdienst Delft" vanuit de remise ‘s-Gravenmade. Hier bevond zich toen de buswerkplaats.
- 21 juli 1924: In Den Haag ging de eerste buslijn van HTM rijden. Dit was lijn H op het traject Den Haag, Pletterijkade - Delft, Nieuwe Langedijk.
- 18 september 1924: Samengestelde tram/busdienst, Den Haag - Delft. Eindpunt verlegd naar Oranjeplein te Den Haag. In de dienst: 5 bussen en 2 tramstellen. De bussen vangen de tramdienst op, omdat er nog veel 4-assige "buitenlijn-rijtuigen", bij de fabriek stonden. Bovendien wilde de HTM op deze manier de concurrentie tegengaan.[6][7]
- 31 mei 1925: Op verzoek van het gemeentebestuur begint de buslijn 4 van HTM, tussen het Hobbemaplein en het openluchtzwembad in het Zuiderpark. Dit is de eerste lokale HTM-buslijn in Den Haag. Op 14 september wordt deze lijn alweer opgeheven. Op 7 oktober 1925 start een nieuwe buslijn 4, Riviervischmarkt-Kijkduin. Ook dit is geen succes, en daarom krijgt buslijn 4 op 31 juli 1926 een gewijzigde route. Uiteindelijk, in 1927, wordt buslijn 4 veranderd in buslijn M.[4][6][8]
- 22 mei 1926: Opnieuw gaat er een zwembad-buslijn rijden, buslijn 7; dit keer vanaf de Riviervischmarkt. Vanaf 31 juli 1926 wordt de Loosduinse kade het beginpunt. Op 2 oktober 1926 wordt buslijn 7 opgeheven. Daarna waren er tot in 1955 geen buslijnen met lijnnummers meer bij de HTM. De lijnletters C, F, I, J, O, Q, en X werden niet gebruikt.[3][4][8]
- 31 mei 1926: Busdienst Den Haag - Rijswijk - Delft opgeheven.
- 1 januari 1927: De activiteiten van de bestaande trammaatschappijen, waaronder de in 1887 opgerichte Haagsche Tramweg-Maatschappij, werden ondergebracht in een nieuw bedrijf: het Gemengd Bedrijf Haagsche Tramweg-Maatschappij, die de algemeen ingeburgerde afkorting HTM bleef gebruiken. HTM bracht als extra service op de bussen het bekende lijnbordje (zwart met witte letters) bij de ingang en op de blinde zijde aan. De buslijnen M en L gingen rijden. Lijn M op het traject Riviervischmarkt – Kijkduin en lijn L op het traject Kamperfoelieplein – Kurhaus.
- Per 1 januari 1927 zijn particuliere "wilde" buslijnen verboden, en krijgt de HTM het monopolie.[9] Toch bleven enkele "wilde" bussen doorrijden in 1927, tot ze aan de ketting gelegd werden, of in beslag genomen werden door de politie.[1]
- 23 februari 1927: De bussen en de werkplaats kregen een nieuw onderkomen in de voormalige stoomtramremise aan de Rijswijkseweg. Ook werd een hulpgarage aan de Lulofdwarsstraat in gebruik genomen toen het wagenpark zich almaar uitbreidde.
- 9 juli 1927: Buslijn K gaat rijden op het traject Plein – Nachtegaalplein.
- 12 december 1927: Buslijn P ging rijden op het traject Plein – Gooiplein.
- 1 mei 1928: Buslijn K wordt vervangen door de komst van tramlijn 20 en lijn R gaat rijden op het traject Ruychrocklaan – Spui.
- 19 september 1928: Buslijn R wordt verlengd aan de ene kant van Ruychrocklaan naar de Waalsdorperweg en de andere kant van Spui naar het Hollandsche Spoor.
- 1 januari 1930: Het lijnbordje werd verwisseld in een wit bordje met zwarte letters.
- 1 mei 1930: HTM nam busbedrijf CAB-ZHAM over en eveneens de exploitatie van de buslijn Rotterdam – Scheveningen. De CAB (= N.V. Expeditiebedrijf J.P. de Cock) en ZHAM (= N.V. Zuid-Hollandse Autohandel Maatschappij), verkregen in februari 1928 een gezamenlijke vergunning voor de exploitatie van een buslijn op het traject Scheveningen – Waalhaven (vliegveld).
- 1 mei 1931: De bussen werden tot 8 augustus 1931 overgeschilderd in de nieuwe HTM-kleurencombinatie crème/bruin.
- 19 juni 1931: HTM gaat voor de tweede maal een stadsdienst rijden. Deze keer in Wassenaar, hierbij nam HTM van de Internationale Automobielmaatschappij, die tot op die datum deze stadsdienst in handen had, 2 autobussen van het merk Studebaker over.
- 15 december 1931: De bussen kregen een definitief onderdak in de tegenwoordig voormalige oude busgarage aan de Viaductweg. Deze toen nieuwe garage bood onderdak aan 100 bussen en was toen de grootste garage van het land.[1]
- 1 januari 1935: De lijn CAB-ZHAM werd omgezet in lijn CAB en lijn ZHAM.
- 1 maart 1935: Lijn ZHAM wordt overgenomen door de KLM, deze lijn wordt een voortzetting als HTM-dienst met KLM-bussen.
- 1 juli 1936: Lijn CAB wordt overgenomen door de RET uit Rotterdam en omgezet in buslijn D en sindsdien behoorde deze bijzondere HTM-buslijn CAB-ZHAM tot het verleden.

### 1940 - 1959
- 1940-1944: Op 10 mei 1940, de dag van de Duitse inval, komen alle diensten stil te liggen. Vanaf 16 mei 1940 komen zij weer gedeeltelijk op gang. De busdiensten werden uiteindelijk op 1 september 1944 stilgelegd vanwege gebrek aan brandstof en onderdelen, veroorzaakt door de Tweede Wereldoorlog. Vanaf oktober 1940 wordt er met houtgas-generatoren gereden. Ook in 1940 begint de bezetter al bussen op te eisen, vorderen. Door dat vorderen van bussen en de slechte omstandigheden worden de buslijnen steeds verder ingekrompen, en blijft er uiteindelijk geen buslijn en geen rijvaardige bus meer over. Bij de bevrijding in 1945 zijn er nog slechts 18 bussen aanwezig, maar zonder wielen en banden. Met man en macht worden er bussen opgeknapt. Veel gevorderde bussen zijn naar Duitsland of verder verdwenen, komen kapot terug, of bleven spoorloos. Pas op 1 februari 1946 verschijnen er weer HTM-bussen op straat.[10]
- 1948: Het busvervoer kwam na de oorlog weer op gang. In het jaar 1946 waren er nog nauwelijks bruikbare bussen. Men behielp zich zelfs met oude legervoertuigen, zoals een Amerikaanse "Staff-car". Als eerste nieuwe bus verscheen een serie van het Franse fabricaat Chausson.
- 1950: Het tramlijnennet werd in de jaren 1952-1966 ingekrompen waarbij de tramlijnen 1, 2, 4, 4A, 5, 7, 13, 14 en 15 geheel of gedeeltelijk werden vervangen door gelijk genummerde buslijnen. Ook de Blauwe Tram-dienst Scheveningen – Voorburg maakte plaats voor bussen van HTM (buslijn 40, 41, en 42).
- Eind 1952 bezat HTM 173 bussen die op 14 lijnen werden ingezet.
- 1955: HTM vreesde dat het aantal buslijnen groter zou worden dan het aantal letters in het alfabet, en besloot de buslijnen ook cijfers te geven. De letteraanduiding verdween. De volgende veranderingen werden per 31 oktober 1955 doorgevoerd:
  - Buslijn B werd 18, D werd 19, E werd 20, G werd 21, H werd 34, K werd 22, L werd 23, M werd 24, N werd 25, P werd 26, R werd 27, S werd 38, T werd 29, U werd 35, W werd 30, Y werd 31 en Z werd 37. Gedurende een jaar reden de bussen met letters én cijfers, zodat het publiek kon wennen.
- Er kwamen vanaf 1955 twee grote series van elk 80 bussen In dienst van het fabricaat Kromhout/Verheul (serie 226-305) en AEC/Verheul (serie 501-580). Met de introductie van deze nieuwe bussen werd tevens een opvallend nieuwe kleurenschema ingevoerd: crème met groene vensterranden en een groen dak.
- In 1956 en 1957 plaatste HTM opdrachten voor de levering van nog eens 2 keer 25 bussen van de merken Kromhout en AEC, die eveneens een Verheul-carrosserie kregen (AEC, serie 581-605 en Kromhout, serie 306-330). Deze bussen hadden een volautomatische versnellingsbak.
- Het jaar 1958 werd afgesloten met het recordcijfer van 337 autobussen, waarvan 197 Kromhout- en 140 AEC-diesels.
- Wegens een tekort aan buschauffeurs, maar ook doordat de HTM te veel bussen had aangeschaft, konden van de leveringen van 1957-58 slechts 10 bussen definitief in dienst komen. De overige 40 gloednieuwe wagens bleven bijna vijf jaar werkeloos in de garage staan voordat 15 Kromhouts aan de RET in Rotterdam konden worden verkocht. Ook de AEC's kwamen niet meer aan de slag. Ze werden teruggenomen door Verheul, die in deze periode AEC-bussen leverde aan Zuid-Amerikaanse busbedrijven. Ze vertrokken in augustus 1961, (bijna) ongebruikt, naar Buenos Aires in Argentinië. De HTM kocht pas weer nieuwe bussen in 1966.

### 1960 - 1969
- In het begin van de jaren 1960 raakte de businzet bij HTM over haar hoogtepunt heen. In 1962 waren er nog 205 bussen in dienst.
- De Duitse verkeerskundige F. Lehner kreeg de opdracht het Haagse tram- en busnet van een sanerings- en rationalisatieplan te voorzien. Hij stelde als eerste dat de tram de toekomstige ruggengraat van het openbaar vervoer diende te zijn en dat de bus een toevoerfunctie had voor de tramlijnen. Vanaf 1965 werd het Plan Lehner in drie fases uitgevoerd. Vele buslijnen worden samengevoegd en dubbelingen met tramlijnen worden opgeheven.
- 1ste fase Plan Lehner, ingaande 31 oktober 1965:
  - Instelling buslijn 14 op route tramlijn 14;
  - Combinatie van buslijnen 22 en 27 tot één lijn 22 Scheveningen Kurhaus – Morgenstond;
  - Vervanging van buslijn 28 door 5 en verlenging naar Duinzigt (Vrederust - Duinzigt);
  - Opheffing van buslijn 42.
- 2de fase Plan Lehner, 21 mei 1966:
  - Combinatie van buslijnen 4 en 21 tot één lijn Station Mariahoeve – Balsemienlaan (Bohemen);
  - Opheffing van buslijn 15 (Staatsspoor - Meppelweg) die tramlijn 15 in 1958 verving;
  - Instelling van een nieuwe buslijn 15: Burgemeester De Monchyplein (Stadhuis) - Morgenstond; in 1967 gesplitst in lijn 13 naar de Erasmusweg en lijn 15 naar de Meppelweg. Bij de komst van tramlijn 6 naar Berestein in 1971 werd lijn 15 opgeheven.
  - Combinatie van buslijnen 18, 28 en 29 tot één lijn 18 Clingendael – Rijswijk Station;
  - Combinatie van buslijnen 20 en 25 tot één lijn 25 Berestein – Voorburg ’t Loo;
- 3de fase Plan Lehner, 29 oktober 1966:
  - Combinatie van buslijnen 26 en 40 tot één buslijn 26 Loosduinen – Voorburg Oost;
  - Vervanging van het lijnnummer 41 door spitslijn 17 (Oostduin - Voorburg Oost);
  - Instelling van een spitslijn 7 (Vruchtenbuurt – Malieveld) ter compensatie van de opgeheven tramlijn 7.
  - Instelling lijnen 5S, 18S, 19S en 25S als sneldienst in de spitsuren.
  - 1966: In dit jaar kreeg GBHTM haar eerste wijnrode standaardbus zie: (Commissie Standaardisering Autobusmaterieel) een type dat in de meeste grote steden in Nederland het busvervoer ging verzorgen. Het oude crème/groene busmaterieel verdween in het begin van de jaren 70.

### 1970 - 1999
- 1971: Opheffing lijn 19S. Door het in gebruik nemen van de vrije busbaan vanaf de Lijnbaan werd deze lijn overbodig.
- 1971 - 1972: Door gebrek aan trambestuurders werd tramlijn 16 tijdelijk geëxploiteerd als buslijn 16 met van het GVB Amsterdam gehuurde bussen.
- 1974: Het traject Vrederust-Hollands spoor van lijn 5 werd vervangen door een verlenging van tramlijn 9. Buslijn 2 naar Kraayenstein werd ingesteld als voorloper van tramlijn 2.
- 1976: Buslijn 36 werd ingesteld van het Centraal Station naar Scheveningen (in de winter Madurodam), spitsbuslijn 7 werd in verband met de komst van tramlijn 7 vernummerd in lijn 37.
- 1981: In mei 1981 staakte het tram- en buspersoneel van de HTM drie weken achtereen. Dit was, afgezien van de oorlogstijd, de langste onderbreking van het busverkeer ooit.
- 1983: De nieuwe tramlijn 2 verving de buslijnen 2, 19 (grotendeels) en 26. Lijn 22 verving de tak naar Voorburg van lijn 26. Buslijn 36 werd opgeheven door de verlegging van tramlijnen 1 en 9 via het Centraal Station.
- 1984: Het restant van lijn 19 werd vervangen door een verlenging van lijn 14.
- 1985: Door de verlenging van tramlijn 3 werd lijn 14 ingekort tot Nieuw Waldeck en werd spitslijn 37 overbodig.
- 1987: Op proef werd een nieuwe lijn 26 Hollands Spoor – Waldeck ingesteld.
- 1989: GBHTM nam als eerste bedrijf in Nederland bussen met een lage vloer In dienst, aanvankelijk 70 stuks van Neoplan, later nog eens 40 van Mercedes-Benz. Het nieuwe materieel kreeg een wit uiterlijk in plaats van de rode kleur van de standaardbussen.
- 1997: De eerste gelede bussen verschenen op de zeer drukke buslijn 25, gebouwd door het Nederlandse bedrijf Den Oudsten. In totaal kreeg GBHTM 130 bussen die zijn gebouwd door dit bedrijf.
- Januari 1998: lijn 33 wordt ingesteld, tussen Naaldwijk Verdilaan en Leidschenhage. Dit is een van de nieuwe lijnen waarmee de HTM buiten haar normale vervoersgebied komt. Er wordt een luxe serie bussen op ingezet. Nieuw is ook lijn 32, tussen Berestein en station Mariahoeve.[11]

### 2000 - 2011
- 2002: De naam Gemengd Bedrijf Haagsche Tramweg-Maatschappij werd gewijzigd in HTM Personenvervoer.
- 2004: Op 12 december werd buslijn 4 vernummerd in 24 zodat RandstadRail-lijn naar Zoetermeer Javalaan het nummer 4 kon krijgen. Men wilde een duidelijke scheiding aanbrengen tussen nummering van tram- en buslijnen. Er werd voor gekozen de nummers 1 t/m 15 vrij te houden voor tramlijnen en vanaf 16 voor buslijnen te reserveren. Ook de toenmalige streekvervoeruitbater Connexxion ging een meer overzichtelijke lijnnummering toepassen en sloot op de HTM-nummering aan met lijnnummers vanaf 30. Toch werd dit niet helemaal doorgezet, want tramlijn 16 en 17 bestaan nog steeds, en 19 en 34 zijn er nog bij gekomen.
- 2005: Op 10 december werd buslijn 5 opgeheven; het grootste deel van de route werd in buslijn 22 opgenomen.
- 2006: Door inkorting van buslijn 25 van Centraal Station naar Grote Markt reden de gelede bussen nu op lijn 24.
- 2007: In mei werd buslijn 13 voor een gedeelte (route over de Erasmusweg tot de Leyweg) opgeheven. Het overige trajectdeel werd 20 genummerd. Later werd deze lijn verlengd naar Erasmusveld. Ook in die maand werd lijn 14 vernummerd in lijn 21 en kreeg een nieuwe route naar Vrederust als combinatie van de oude lijn 13 en 14. Hierdoor waren, met uitzondering van lijn 18, de lijnnummers 1-19 gereserveerd voor de tram en de lijnnummers 20-29 voor de bus.
- 2009: Na de komst van de aardgasbussen op lijn 24 reden de gelede bussen voornamelijk op lijn 26.

### 2012 - 2018
- 2012: Het concessiebedrijf van HTM werd overgedaan naar HTMbuzz. Het bestaat uit een samenwerking tussen HTM en Qbuzz. De laatste Den Oudsten bussen en de VDL-Berkhof Diplomat bussen worden alleen nog door HTM ingezet en zijn verkocht of gingen naar Schiphol. De laatste 20 MAN bussen zijn nooit afgenomen terwijl de eerste 13 al stonden opgelegd. Hierdoor bestond het inzetbare wagenpark uit 102 bussen (1014-1115). Deze afname was het gevolg van de opheffing van lijnen 20 en 27 en de verwisseling van de Scheveningse eindpunten van lijnen 22 en 23. Voorts door uitdunning van de frequentie op alle lijnen tot een basis kwartierdienst waarbij alleen op de drukke lijnen dit op bepaalde tijden werd aangevuld tot een 7,5 minutendienst.
- 2013: Doordat op 15 oktober 2013 de NS 49% van de aandelen in HTM heeft overgenomen en 100% aandeelhouder is in Qbuzz is, zijn de aandelen van HTMbuzz weer in handen komen van de Haagse gemeente dus aan HTM en daardoor is de Haagse vervoerder weer 100% eigenaar wordt van HTMbuzz.[12] De NS blijft door deze verschuiving van de aandelen voor 49% mede-eigenaar van HTMbuzz, via HTM.
- 2016: Op 15 juli koopt de gemeente Den Haag de aandelen van mede-eigenaar NS terug. Hierdoor valt HTMbuzz weer 100% in de handen van de gemeente Den Haag en is HTM weer de eigenaar van HTMbuzz.
- 2017: Op 17 mei besloot de MRDH tot inbesteden (onderhandse gunning) van de nieuwe busconcessie Haaglanden Stad 2019 - 2034 (Stadsbus Den Haag) aan HTM. Deze concessie heeft een looptijd van 15 jaar.
- 2018: Op 11 april werd bekend dat HTM het busvervoer in Den Haag mag behouden tot 2034.
- 2018: Op 9 december wordt het lijnennet gereorganiseerd waarbij lijn 18 werd opgegeven, lijn 20 het traject van lijn 22 naar Duinzigt overnam, lijn 22 werd verlegd naar Rijswijk evenals spitslijn 29, lijn 23 werd ingekort tot het Colijnplein (behalve in de zomer), een nieuwe spitslijn 27 werd ingesteld tussen Vrederust en Mariahoeve (deze is inmiddels weer opgeheven) en lijn 28 als daglijn van het Centraal Station werd doorgetrokken naar het Norfolkterrein in Scheveningen bij het Zuiderstrand met daarbij inzet van elektrische bussen.

### 2019 - heden
- 2019: Op 15 december ging de busconcessie Haaglanden Stad 2019 - 2034 (Stadsbus Den Haag) officieel in en geldt voor de periode van 15 jaar. Hierop werd HTMbuzz geïntegreerd bij HTM waardoor de bus weer HTM is gaan heten.
- 2020: HTM heeft 10 bussen overgekocht van Connexxion (ex-Veolia Transport) om ritten te rijden voor RailVervangendVervoer. Deze wagens zijn sporadisch ook te zien op de "normale" stadslijnen.
- 2024: HTM heeft 102 nieuwe elektrische bussen (12 en 18 meter lange eCitaro G-bussen) gekocht die sinds 2025 in de dienstregeling rijden en de MAN Lion's City CNG stadsbussen vervangen. Op de lijnen 20, 21, 22, 28 en 29 gaan de 12 meter lange eCitaro-bussen rijden en op lijnen 23, 24, 25 en 26 gaan de 18 meter lange eCitaro G-bussen rijden.[13]

## Schiphol
Naast de concessie Haaglanden Stad voerde de HTM tot april 2020 ook besloten busvervoer op de luchthaven Schiphol uit onder de naam HTMSpecials. Hiervoor werden de 151 - 154, 3001 - 3003 en bussen uit de serie 301 - 330 gebruikt. Sindsdien wordt het besloten busvervoer op Schiphol verzorgd door Arriva Touring.

## Lijnoverzicht

### Lijnen HTM
| Lijn | Route                                                  | Via | Bijzonderheden |
| ---- | ------------------------------------------------------ | --- | --- |
| 20   | Duinzigt - Station Den Haag Centraal                   | Waalsdorperweg, HMC Bronovo, Benoordenhout, Malieveld | |
| 21   | Scheveningen Noord - Vrederust                         | Kurhaus, Westbroekpark, Kunstmuseum/Museon, Valkenboskwartier, Vruchtenbuurt, Houtwijk, Leyenburg, Winkelcentrum Leyweg, Bouwlust, Revalidatiecentrum                                                                                        | |
| 22   | Den Haag Duindorp - Rijswijk De Schilp                 | Scheveningen, Kurhaus, Madurodam, Javastraat, Plein 1813, Kneuterdijk, Centrum, Centraal Station, Station Hollands Spoor, MegaStores, Laakkwartier, Rijswijk Station, Bogaard stadscentrum, Steenvoorde                                      | Rijdt van Duindorp buiten de brede spits om en om naar Station Rijswijk en Rijswijk de Schilp, in de avond vanaf 20:00 uur en op zondag tot 10.00 uur hele route. |
| 23   | Scheveningen Noord - Den Haag Colijnplein (- Kijkduin) | Kurhaus, HMC Bronovo, Bezuidenhout, Station Laan van NOI, Voorburg (Station, Diaconessenhuis Voorburg), Rijswijk (Station, Bogaard stadscentrum, De Schilp), Moerwijk, Zuiderpark, Winkelcentrum Leyweg, Leyenburg, Vruchtenbuurt, (Bohemen) | Het traject Den Haag Colijnplein - Den Haag Kijkduin wordt alleen in de zomermaanden gereden.                                                                     |
| 24   | Den Haag Kijkduin - Station Den Haag Mariahoeve        | Bohemen, Vogelwijk, Kunstmuseum/Museon, Duinoord, Vredespaleis, Javastraat, Plein 1813, Kneuterdijk, Centrum, Centraal Station, Haagse Hout, Mariahoeve                                                                                      | |
| 25   | Grote Markt - Vrederust                                | De Haagse Markt, Transvaalkwartier, Zuiderpark, Winkelcentrum Leyweg, Bouwlust, Lozerlaan | |
| 26   | Den Haag Kijkduin - Station Voorburg                   | Ockenburgh, Loosduinen, Leyenburg, Zuiderpark, Station Moerwijk, Laakkwartier, MegaStores, Station Hollands Spoor, Binckhorst | Rijdt in de avond vanaf 20:00 uur en het weekend alleen op het traject Den Haag Kijkduin - Station Den Haag HS.                                                   |
| 28   | Den Haag Zuiderstrand - Station Voorburg               | Westduinweg, World Forum, Vredespaleis, Javastraat, Plein 1813, Kneuterdijk, Centrum, Centraal Station, Binckhorst | |
| 29   | Den Haag Oude Waalsdorperweg - Station Rijswijk        | Waalsdorperweg, HMC Bronovo, Benoordenhout, Malieveld, Centraal Station, Station Hollands Spoor, MegaStores, Laakkwartier | Rijdt in de ochtendspits alleen richting Den Haag Oude Waalsdorperweg en in de middagspits alleen richting station Rijswijk.                                      |

En dan is er sinds januari 2023 nog de Haagse Hopper. Op bestelling rijdt een 8-persoonsbus tussen Benoordenhout bij Oosterbeek en de Kneuterdijk. Er zijn 12 haltes, en de OV-chipkaart is niet bruikbaar. Rijdt in principe niet op zondag.
Bronnen: HTM en Lijnennetkaart

### Lijnen HTM Nachtbus
| Lijn | Route                                    | Via | Bijzonderheden                                                |
| ---- | ---------------------------------------- | --- | ------------------------------------------------------------- |
| N1   | Station Den Haag Centraal - Scheveningen | Kalvermarkt-Stadhuis, Bezuidenhout, Mariahoeve, Kurhaus, Statenkwartier | Ringlijn in één richting, rijdt op vrijdag- en zaterdagnacht. |
| N2   | Station Den Haag Centraal - Wassenaar    | Kalvermarkt-Stadhuis, Voorburg, Leidschendam-Voorburg, Leidschendam, Voorschoten | Ringlijn in één richting, rijdt op vrijdag- en zaterdagnacht. |
| N3   | Station Den Haag Centraal - Poeldijk     | Kalvermarkt-Stadhuis, Valkenboskwartier, Bohemen, Kijkduin, Loosduinen, Madestein, Zichtenburg, Houtwijk, Station Moerwijk | Ringlijn in één richting, rijdt op vrijdag- en zaterdagnacht. |
| N4   | Station Den Haag Centraal - Rijswijk     | Kalvermarkt-Stadhuis, Grote Markt, Winkelcentrum Leyweg, Vrederust (Hertenrade, Beresteinlaan, Melis Stokelaan), Wateringen (Ambachtsweg, Willem III Straat, Plein), Station Rijswijk, Laakkwartier                               | Ringlijn in één richting, rijdt op vrijdag- en zaterdagnacht. |
| N5   | Station Den Haag Centraal - Delft        | Kalvermarkt-Stadhuis, Rijswijkseplein/Station Hollands Spoor, Rijswijk (Herenstraat), Ypenburg, Pijnacker-Nootdorp (Nootdorp Centrum, Nobellaan, Nootdorpseweg), Delfgauw (Delfgauwseplein, Laan van Zeven Linden), Delft Station | Ringlijn in één richting, rijdt op vrijdag- en zaterdagnacht. |
| N6   | Station Den Haag Centraal - Zoetermeer   | Kalvermarkt-Stadhuis, Leidschenveen (Centrum, Rotonde Houtkade), Voorweg Laag, Centrum-West, Oosterheem, Rokkeveen, Mandelabrug,                                                                                                  | Ringlijn in één richting, rijdt op vrijdag- en zaterdagnacht. |

Bronnen: HTM, Lijnennetkaart en Dienstregeling

## HTM-materieel 1924-heden
| Series           | Merk chassis/Fabricaat carrosserie      | Bouwjaar  | Achtergrondinformatie en/of bijzonderheden | Inzet                                                                                         | Status              |
| ---------------- | --------------------------------------- | --------- | --- | --------------------------------------------------------------------------------------------- | ------------------- |
| 1-14             | Scemia / Pennock                        | 1924-1926 | |                                                                                               | Buiten dienst       |
| 15-22            | Minerva / ARM                           | 1926-1927 | |                                                                                               | Buiten dienst       |
| 23-28            | Minerva / Pennock                       | 1927      | |                                                                                               | Buiten dienst       |
| 29-60, 65-85     | Minerva / ARM                           | 1928-1931 | |                                                                                               | Buiten dienst       |
| 61-64            | Minerva / ARM                           | 1930      | Kleine uitvoering |                                                                                               | Buiten dienst       |
| 86-99            | Minerva / Allan                         | 1932      | |                                                                                               | Buiten dienst       |
| 100-111          | Kromhout TB-4 / Beijnes                 | 1936      | |                                                                                               | Buiten dienst       |
| 1-15             | Kromhout TB-4 / Beijnes                 | 1936      | |                                                                                               | Buiten dienst       |
| 16-35            | Kromhout TB-4 / Verheul                 | 1938      | |                                                                                               | Buiten dienst       |
| 112-141          | Kromhout TB-4 / Beijnes                 | 1939      | De 114, 119, 124, 133, 134, 136 en de 140 in 1953 verhuurd aan het GVB voor inzet op lijn P. Werden daar 1114...1140. |                                                                                               | Buiten dienst       |
| 41-54            | Chausson AH / Hotchkiss                 | 1946      | |                                                                                               | Buiten dienst       |
| 151-175          | Kromhout TB-5 / Beijnes                 | 1947-1948 | |                                                                                               | Buiten dienst       |
| 176-200          | Kromhout TB-5 / Werkspoor               | 1947-1948 | |                                                                                               | Buiten dienst       |
| 76-95            | AEC Regal Mk III / Verheul              | 1949      | |                                                                                               | Buiten dienst       |
| 96               | AEC Regal Mk IV Underfloor / Park Royal | 1949      | Engelse proefbus |                                                                                               | Buiten dienst       |
| 34-75            | Kromhout TB-6C / Verheul                | 1950      | |                                                                                               | Buiten dienst       |
| 1-20             | Kromhout TB-50 / Verheul                | 1952      | |                                                                                               | Buiten dienst       |
| 201-225          | Kromhout TB-50 / Verheul                | 1952      | 216-225 verkocht aan ESA en werden aldaar 41-50 |                                                                                               | Buiten dienst       |
| 96-110           | AEC AEC Regal Mk IV / Verheul           | 1952      | Verkocht aan Benghazi in Libië |                                                                                               | Buiten dienst       |
| 226-305          | Kromhout TBZ-100 / Verheul              | 1955-1957 | 233 en 255 in 1968 en 254 in 1969 gesloopt, motor en bruikbare onderdelen verkocht aan het GVB, 234 in 1971 vernummerd in 334. |                                                                                               | Buiten dienst       |
| 501-580          | AEC-Verheul RM IV A                     | 1956/1957 | |                                                                                               | Buiten dienst       |
| 306-330          | Kromhout TBZ100A / Verheul              | 1958      | 316-330 in 1962 ongebruikt verkocht aan de RET (werden daar 601-615), 310 en de 315 in 1969 gesloopt, motor en bruikbare onderdelen verkocht aan het GVB, 327 museumbus HBM. |                                                                                               | Buiten dienst       |
| 581-605          | AEC RM IV A / Verheul                   | 1958      | In 1961 ongebruikt verkocht aan Buenos Aires, Argentinië. |                                                                                               | Buiten dienst       |
| 101-125          | DAF SB200 DO554 / Verheul               | 1966/1967 | 117 museumbus HBM |                                                                                               | Buiten dienst       |
| 126-150          | DAF SB200 DO554 / Hainje                | 1967      | |                                                                                               | Buiten dienst       |
| 151-175          | DAF SB200 DO554 / Hainje                | 1968      | |                                                                                               | Buiten dienst       |
| 176-185          | DAF SB200 DO554 / Den Oudsten           | 1968      | |                                                                                               | Buiten dienst       |
| 186-200          | DAF SB200 DO554 / Hainje                | 1969      | |                                                                                               | Buiten dienst       |
| 201-225          | DAF SB200 DO554 / Hainje                | 1970      | |                                                                                               | Buiten dienst       |
| 226-250          | DAF SB200 DKDL554 / Hainje              | 1971      | De identieke 22-33 van het GVB reden in 1971 en 1972 in huur bij de HTM voornamelijk op de tijdelijk verbuste tramlijn 16. |                                                                                               | Buiten dienst       |
| 251-275          | DAF SB200 DKDL554 / Hainje              | 1972      | 273, 257, 264 en 269 (niet gelijktijdig) naar Groninger Huurauto B.V. voor inzet op GVB lijn 9 |                                                                                               | Buiten dienst       |
| 276-299          | DAF SB200 DKDL554 / Hainje              | 1972      | 299 voormalige museumbus HBM |                                                                                               | Buiten dienst       |
| 901              | Volvo B59-55 / Hainje                   | 1972      | Proefbus van NEBIM |                                                                                               | Buiten dienst       |
| 276-300          | DAF SB200 DKDL554 / Hainje              | 1973      | |                                                                                               | Buiten dienst       |
| 301-320          | DAF SB201 DKDL554 / Hainje              | 1977      | 301 was VIP-bus en reed maar weinig in de passagiersdienst en werd later proefbus voor de magneetkaart. 307, 311 en 318 in 1990 verkocht aan de RET en daar 661-663, 319 museumbus HBM. |                                                                                               | Buiten dienst       |
| 321-340          | DAF SB201 DKDL554 / Hainje              | 1978      | 336-340 reden in ruil voor de SM Volvo's 81-85 de eerste jaren fabrieksnieuw in Maastricht. |                                                                                               | Buiten dienst       |
| 341-360          | DAF SB201 DKDL554 / Hainje              | 1979      | 341 en 342 in 1990 verkocht aan de RET en daar 664 en 665. |                                                                                               | Buiten dienst       |
| 361-380          | DAF SB201 DKDL554 / Hainje              | 1980      | 372 en 373 in 1993 verbouwd tot stabus waarbij maar enkele zitplaatsen overbleven en veel staanplaatsen ontstonden voor inzet op spitsdiensten. |                                                                                               | Buiten dienst       |
| 381-400          | DAF SB201 DKDL554 / Hainje              | 1981      | 383 in 1993 verbouwd tot stabus waarbij maar enkele zitplaatsen overbleven en veel staanplaatsen ontstonden voor inzet op spitsdiensten, 397 was vaste lesbus en reed maar weinig in de passagiersdienst en 400 op proef voorzien van digitale display. |                                                                                               | Buiten dienst       |
| 401-420          | DAF SB201 DKDL554 / Hainje              | 1982      | 419 museumbus HBM |                                                                                               | Buiten dienst       |
| 421-430          | DAF SB201 DKDL554 / Hainje              | 1983      | |                                                                                               | Buiten dienst       |
| 431-448          | DAF SB201 DKDL554 / Hainje              | 1984      | 436 in 1997 naar RET. |                                                                                               | Buiten dienst       |
| 449-466          | DAF SB201 DKDL554 / Hainje              | 1985      | |                                                                                               | Buiten dienst       |
| 467-484          | DAF SB201 DKDL554 / Hainje              | 1986      | 470 en 476 in 1997 naar RET, 477 en 479 naar Novio en daar 650 en 651 |                                                                                               | Buiten dienst       |
| 485-497          | DAF SB201 DKDL554 / Hainje              | 1987      | 491 en 492 in 1998 naar Novio, 485 museumbus HBM. |                                                                                               | Buiten dienst       |
| 498-510          | DAF SB201 DKDL554 / Hainje              | 1988      | De 500, 501 en 504 zijn in 1988 verbouwd tot CNG-bussen. In 1992 naar het GVB, 502, 503, 506, 507 en 508 in 1998 naar GVU en daar 6502, 6503, 6506, 6507 en 6508, 510 in 1997 naar RET. |                                                                                               | Buiten dienst       |
| 600/601          | DAF SB220 LD550 / Hainje CAOV           | 1989      | Proefbus |                                                                                               | Buiten dienst       |
| 701-703          | Neoplan N4016 / Auwärter                | 1989      | Proefbussen (huurbasis Neoplan, in 1990 retour) |                                                                                               | Buiten dienst       |
| 704-773          | Neoplan N4016 / Auwärter                | 1990/1991 | Groot deel van de serie is vroegtijdig afgevoerd sommige exemplaren al in 1998 na nog geen 8 jaar dienst. Grootste deel van de serie is tussen in 2000 en 2001 afgevoerd na 10 jaar dienst. Door het faillissement van Den Oudsten waardoor de vervolg order Alliances niet meer gebouwd werd kregen een aantal wagens een levensduur verlengende opknapbeurt en bleven tot 2005 In dienst en haalden 14 tot 15 jaar dienst. Het betrof de 732, 739, 748, 752, 757, 760, 762 en de 765-773. De 773 werd museumbus HBM. |                                                                                               | Buiten dienst       |
| 660              | Neoplan-MAN/Deutz MIC 8008              | 1991      | | Lijn 27                                                                                       | Buiten dienst       |
| 512-514          | DAF SB201 DKDL / Hainje                 | 1987      | Ex-GVB 355-357. In 1992 In dienst na ruil met de 500, 501 en 504. 512 en 513 in 1996 verhuurd aan Novio en in januari 1997 aan GVB. Daarna verkocht aan Willemstad. |                                                                                               | Buiten dienst       |
| 650, 651         | Neoplan-MAN/Deutz N4020                 | 1994      | 15 meter mega-proefbussen, na afloop proefperiode reed de 650 in 1996 enige maanden op de stadsdienst van Almere. |                                                                                               | Buiten dienst       |
| 661, 662         | MAN A05                                 | 1994      | | Lijn 27                                                                                       | Buiten dienst       |
| 801-840          | Mercedes-Benz Mannheimer O405N2         | 1996      | 839 en 840 zijn in 2006 verhuurd aan het GVB, de 840 is museumbus bij het HBM en werd door HTMbuzz gehuurd als lesbus. De 804 is naar Epidemiologie Rotterdam BV gegaan |                                                                                               | Buiten dienst       |
| 671-675          | DAF B95 / Den Oudsten                   | 1998      | 671 en 673 naar Pasteur Reizen. | Specials-vervoer                                                                              | Buiten dienst       |
| 781-788          | Mercedes-Benz O405                      | 1988      | Deze bussen uit de serie 81-88 die oorspronkelijk bij de SVD in Dordrecht reden werden in 2006-2007 door het moederbedrijf van de SVD ingezet op de tijdelijke pendelbuslijn 6P, vernummerd in 781-788, geheel groen beplakt en voorzien van een starre lijn en richtingaanduiding Pendelbus lijn 6. |                                                                                               | Buiten dienst       |
| 678              | Mercedes-Benz 0405                      | 1988      | Ex-SVD 87, werd ingezet op het zwemvervoer in Den Haag | Specials-vervoer                                                                              | Buiten dienst       |
| 679-680          | Mercedes-Benz 0408                      | 1988      | Ex-SVD 01 en 02 | Specials-vervoer                                                                              | Buiten dienst       |
| 793              | Daf SB2005                              | ??        | Cabriobus, rijdt nu bij Zeebra tours | Specials-vervoer                                                                              | Buiten dienst       |
| 611              | Daf Den Oudsten                         | ??        | Cabriobus | Specials-vervoer                                                                              | In dienst           |
| 612              | Saviem SC10 UMR                         | ??        | | Specials-vervoer                                                                              | In dienst           |
| 602-606          | Daf ST200 Hainje                        | 1989      | |                                                                                               |                     |
| 613-615          | Daf ST200 Hainje                        | 1989      | | Specials-vervoer                                                                              |                     |
| 617-618          | Smit Orion                              | ??        | | Specials-vervoer                                                                              |                     |
| 620, 622, 623    | EOS 233                                 | ??        | | Specials-vervoer                                                                              |                     |
| 621              | Daf Berkhof (touringcar)                | ??        | | Specials-vervoer                                                                              |                     |
| 624              | Daf SB1602                              | ??        | Ex-Arriva, werd ingezet in het Specials-vervoer | Specials-vervoer                                                                              | Buiten dienst       |
| 625-628          | Daf Den Oudsten                         | ??        | Ex-Arriva, inzet in het Specials-vervoer | Specials-vervoer                                                                              |                     |
| 676-677          | Daf Berkhof (touringcar)                | ??        | | Specials-vervoer                                                                              |                     |
| 101-207          | DAF-Den Oudsten Alliance B96            | 1998-2001 | De 201-207 zijn bij de SVD In dienst gekomen. Later naar Den Haag gekomen, samen met enkele soortgenoten uit de 100-serie. Oorspronkelijk had de HTM na de levering van de serie 191-202 een optie op nog 45 wagens. Hiervan zijn alleen de 203-207 nog gebouwd. De wagens 208-247 zijn echter door het faillissement van Den Oudsten nooit gebouwd, 175 is museumbus HBM. Door het afbestellen van de 1116-1135 deed het restant 175-207 nog tot 9 december 2012 dienst op lijnen 18, 27, 28 en 29. Serie is afgevoerd, sinds 9 december 2012 stond het restant bij HTMbuzz buiten dienst. Een deel reed tot juli 2013 op Schiphol. |                                                                                               | Buiten dienst       |
| 901-917          | DAF-Den Oudsten Alliance B93            | 1997      | Eerste generatie gelede bussen. |                                                                                               | Buiten dienst       |
| 405-412, 414-420 | Berkhof Jonckheer                       | 2000/2001 | Gekocht van Womy (ex-GVB 216, 234, 245, 249, 251, 242, 247, 246, 205, 239, 238, 240, 241, 243, 213) | Tramvervangend vervoer bij sneeuw, in 2014 tijdelijke inzet lijn 52 ter vervanging tramlijn 2 | Buiten dienst       |
| 413              | Daf-Den Oudsten Alliance                | 2001      | Gekocht van Womy (ex-RET 932) | Tramvervangend vervoer bij sneeuw, geruild tegen de te slecht bevonden GVB 235                | Buiten dienst       |
| 653-654          | Mercedes-Benz 0520 / Evobus Cito        | 2001      | Ex-SVD, hadden daar ook nummers 653-654 |                                                                                               | Buiten dienst       |
| 918-923          | DAF-Den Oudsten Alliance B93            | 2001/2002 | Na het faillissement van Den Oudsten door de HTM zelf afgebouwd, 923 is museumbus HBM. Bussen 918 en 919 waren tot 2012 verhuurd aan Veolia. |                                                                                               | Buiten dienst       |
| 401-404          | Berkhof Jonckheer                       | 2001-2003 | Gekocht van Womy (ex-Hermes/Novio 1729, 1731, 1732, 1730) | Tramvervangend vervoer bij sneeuw, in 2014 tijdelijke inzet lijn 52 ter vervanging tramlijn 2 | Buiten dienst       |
| 791-792          | Mercedes Benz Cito                      | 2003      | |                                                                                               | Buiten dienst       |
| 300              | VDL Berkhof Diplomat                    | 2004      | Prototype HTM 301-330. | Staat op Rotterdam The Hague Airport                                                          | Buiten dienst       |
| 301-330          | VDL Berkhof Diplomat                    | 2005      | 301-315, 328 en 330 reden op Schiphol. 316-327 waren beschikbaar voor tramvervangend vervoer. De wagens hebben slechts 7 jaar bij de reguliere HTM dienstgedaan. | Schiphol en tramvervangend vervoer                                                            | Buiten dienst       |
| 331              | Irisbus Citelis (aardgasbus)            | 2007      | Proefbus |                                                                                               | Buiten dienst       |
| 1201-1210        | MAN Lion's City (CNG)                   | 2009      | Ex-Veolia/Connexxion 6641, 6643, 6645, 6652, 6659, 6660, 6665 - 6667, 6671. Bussen 1201-1203 zijn lesbussen. | Haaglanden Stad                                                                               | Deels in dienst     |
| 1001-1135        | MAN Lion's City (CNG)                   | 2009-2011 | De 1116-1135 bleken door de inkrimpingen in 2012 overbodig en zijn nooit in dienst gesteld, behalve tijdens het WK Hockey 2014 voor extra vervoer, en werden in opdracht van het stadsgewest Haaglanden opgeslagen. Eind 2014 werden 1121-1129 en 1131 verkocht aan Syntus Gelderland en in volgorde vernummerd in 5401-5410 voor inzet vanuit Ede. Sinds september 2017 worden de 1116-1120, 1130 en 1132-1135 ingezet bij Connexxion Haaglanden als 6766-6775, die per 25 augustus 2019 naar EBS zijn gegaan (onder dezelfde nummers) waar ze bleven rijden totdat de werkzaamheden bij de Sint Sebastiaansbrug in Delft waren afgerond. De 1117-1119 en 1132 zijn in 2020 van EBS teruggekeerd naar HTM. De 1041 is in 2022 buiten dienst gegaan en plukwagen geworden. | Haaglanden Stad                                                                               | Deels in dienst     |
| 3001-3003        | VDL Citea SLF-120                       | 2013      | | Schiphol                                                                                      | Buiten dienst       |
| 151-154          | VDL Citea SLF-120                       | 2014      | | Schiphol                                                                                      | Buiten dienst       |
| 1-4              | Volvo 7900 Electric Hybrid              | 2015/2018 | Tijdelijke bussen van Volvo voor de Volvo Ocean Race. 3 van de 4 bussen zijn van Västtrafik. | Volvo Ocean Race                                                                              | Terug naar eigenaar |
| 2001-2008        | VDL Citea SLF-120 Electric              | 2018      | Reden in de eerste instantie alleen op lijn 28. Alle wagens uit deze serie hebben in mid-2022 een accu-upgrade gekregen van VDL Heerenveen. | Haaglanden Stad                                                                               | In dienst           |
| 1401-1442        | Mercedes-Benz eCitaro                   | 2024/2025 | | Haaglanden Stad                                                                               | Deels in dienst     |
| 1501-1560        | Mercedes-Benz eCitaro G                 | 2024/2025 | | Haaglanden Stad (lijnen 23 t/m 26)                                                            | Deels in dienst     |